# Лу Чжао-лінь
Лу Чжао-лі́нь (кит.: 卢照邻; нар. бл. 641 — пом. 680) — китайський поет, один з «чотирьох великих поетів ранньої династії Тан».

## Коротка біографія
Отримав чудову освіту, служив в бібліотеці одного з синів засновника Танської династії. Обіймав важливі придворні пости. Прагнув до «природного» життя, нехтуючи суєтою і не запобігаючи перед можновладцями. Правитель Танської столиці сварив їх за те, що вони віддали літературним заняттям перед службою, і передрік йому та Ло Бінь-вану поганий кінець. Через хворобу поет залишив службу. Потоваришував з відомим лікарем і алхіміком Сунь Си-мяо. Останні роки життя, замучений страшним болем, багато займався самолікуванням. Але поступово ноги атрофуються, рука стала нерухомою. Він купив десятки гектарів землі на пенсію, але передав її своїм родичам. Коли всі спроби побороти недугу виявилися марними, втопився в річці Інхе.

## Творчість
Тема самотності і піднесеної покинутості постійно звучить в китайській художній творчості. Більш того, це було перетворено в стилістику канонічного життя естетів, поетів, учених і навіть деяких чиновників. Коли Лу Чжао-лінь прощався зі своїм братом, він, наслідуючи поета Ван Бо, який присвятив своєму другу поетичні рядки, так само сумує, що їде на службу в іншу область: 
|  | «Дивимось розлучаючись - один одного жаліючи мовчки». |

Серед поезій Лу Чжао-лінь - вірші «Чан'ань — наслідування стародавнім», в яких блискуча столиця представлена без захоплення в противагу звичній манері «палацових» віршів.
Зокрема, у вірші є рядки, які розповідають про шафран, який вживався  для додання аромату одягу й завісам у палацах багатих вельмож та їхніх наложниць:  
| Ластівок пари літають попарно, Біля балок візерункових кружляють: Прозорий полог, покрив зимородковий, «Золота юй» аромат. |